# Citharexylum recurvatum
Citharexylum recurvatum là một loài thực vật có hoa trong họ Cỏ roi ngựa. Loài này được Greenm. mô tả khoa học đầu tiên năm 1907.